# بيشة (السفيرة)
بيشة قرية سوريّة تتبع إداريّاً لمحافظة حلب منطقة السفيرة ناحية الحاجب، بلغ تعداد سكانها (291) نسمة حسب التعداد السكاني لعام 2004.